# Castello di Rolle
Il castello di Rolle (in francese Château de Rolle) si trova nella cittadina di Rolle, sulla riva del lago di Ginevra, Svizzera. Si tratta di un bene culturale d'importanza nazionale, la cui costruzione iniziò nel XIII secolo.